# Train d'atterrissage
Pour un article plus général, voir Configuration générale d'un avion.

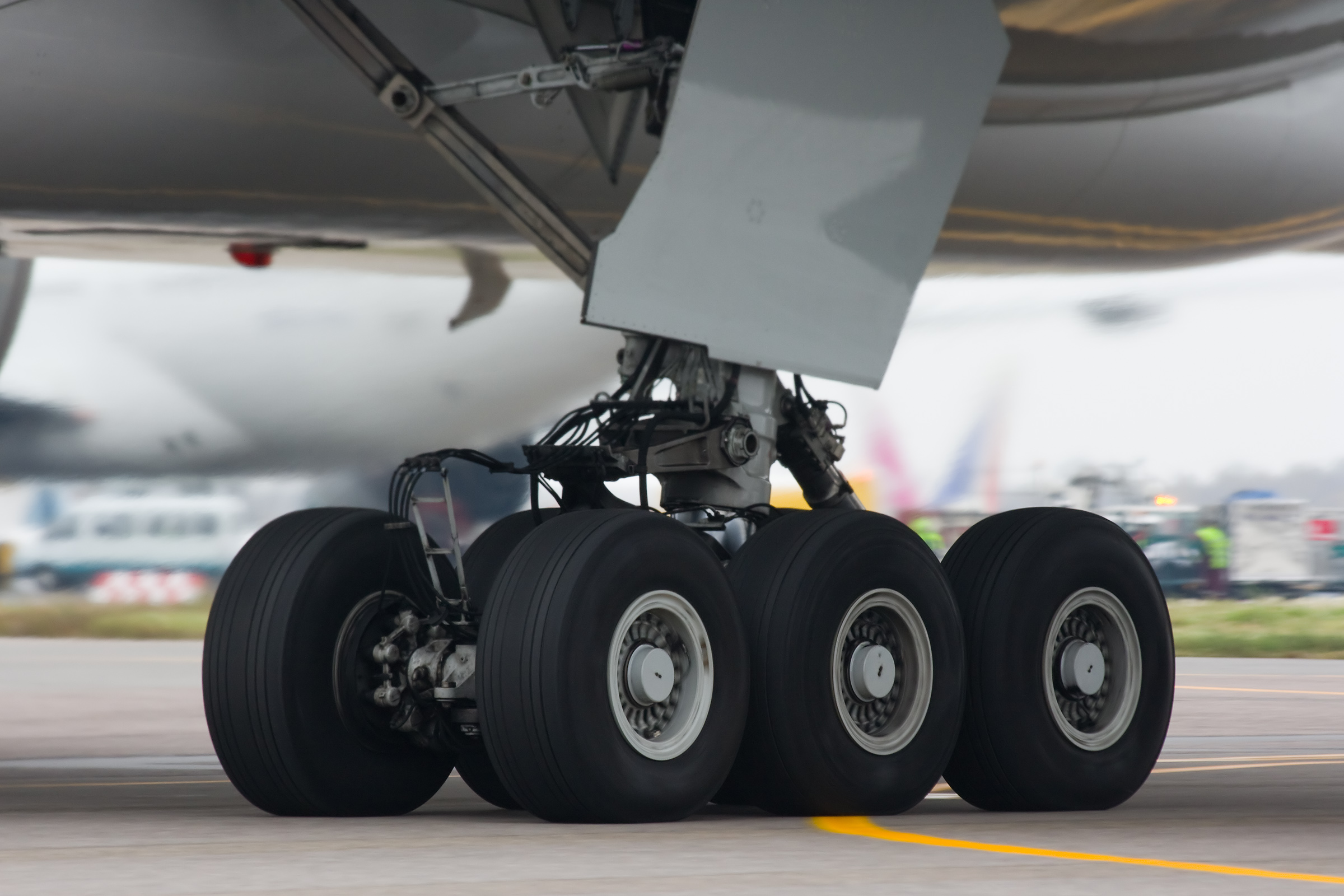
Train d'atterrissage de Boeing 777-300.

Train d'atterrissage principal d'un Airbus A330.

Les fonctions principales d'un train d'atterrissage consistent à permettre les évolutions au sol d'un aéronef. Ces évolutions comprennent les manœuvres de roulage entre les différents emplacements d'un aérodrome (remorquage, taxi…), la course de décollage, l'amortissement de l'impact d'atterrissage, et, grâce à un système de freinage associé, l'arrêt de l'aéronef sur une distance acceptable.
Le train d'atterrissage est généralement de type fixe ou rétractable. S'il ne se rétracte pas pendant les phases de vol, il est dit « fixe ». S'il est rétractable, il est escamoté à l'intérieur de l'aéronef pendant le vol pour diminuer sa résistance aérodynamique et ainsi diminuer la traînée qui affecte l'avion. Il est alors replié dans le logement de train d'atterrissage, qui peut se trouver dans le fuselage ou dans les ailes, si l'aéronef est un avion.
Le train d'atterrissage peut parfois être équipé de skis ou de flotteurs si l'appareil doit amerrir ou atterrir sur la neige. Certains appareils sont également équipés de patins métalliques, qui ralentissent l'aéronef par friction avec le revêtement de la piste.
Les trains d'atterrissage possédant une roue sont appelés « roue simple », ceux de deux roues sont appelés « diabolo », et ceux possédant plus d'une paire de roues se nomment « boggie ».

Fonctionnement d'un mécanisme de rétractation standard.

## Histoire

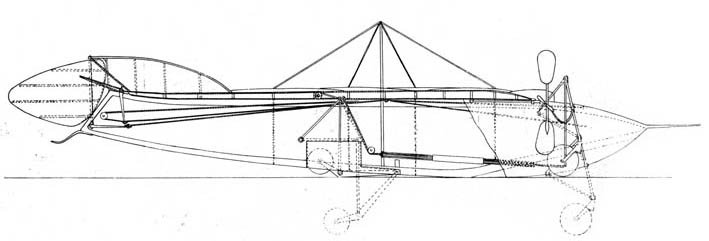
Premier train d'atterrissage dessiné par Alphonse Pénaud en 1876.

L'histoire des trains d'atterrissage remonte à 1876. Alphonse Pénaud et Paul Gauchot, deux inventeurs français, brevettent le plan d'un monoplan amphibie biplace révolutionnaire pour son époque. Une des nouveautés de cet aéroplane est qu'il possède un train d'atterrissage rétractable avec amortisseurs à air comprimé.
Ce n'est pas avant 1917 que les premiers appareils dotés de trains d'atterrissage partiellement rétractables feront timidement leur apparition. En France, bien que certains brevets soient proposés au Service technique de l'aéronautique (comme celui de René Moineau, déposé en septembre 1918) les trains rentrants ne deviendront communs qu'à la fin des années 1920. À cette époque, les performances des avions s'étaient tellement améliorées que l'avantage aérodynamique des trains rétractables justifiait amplement la complexité et le surpoids du système installé sur l'avion.

## Différents types de trains d'atterrissage

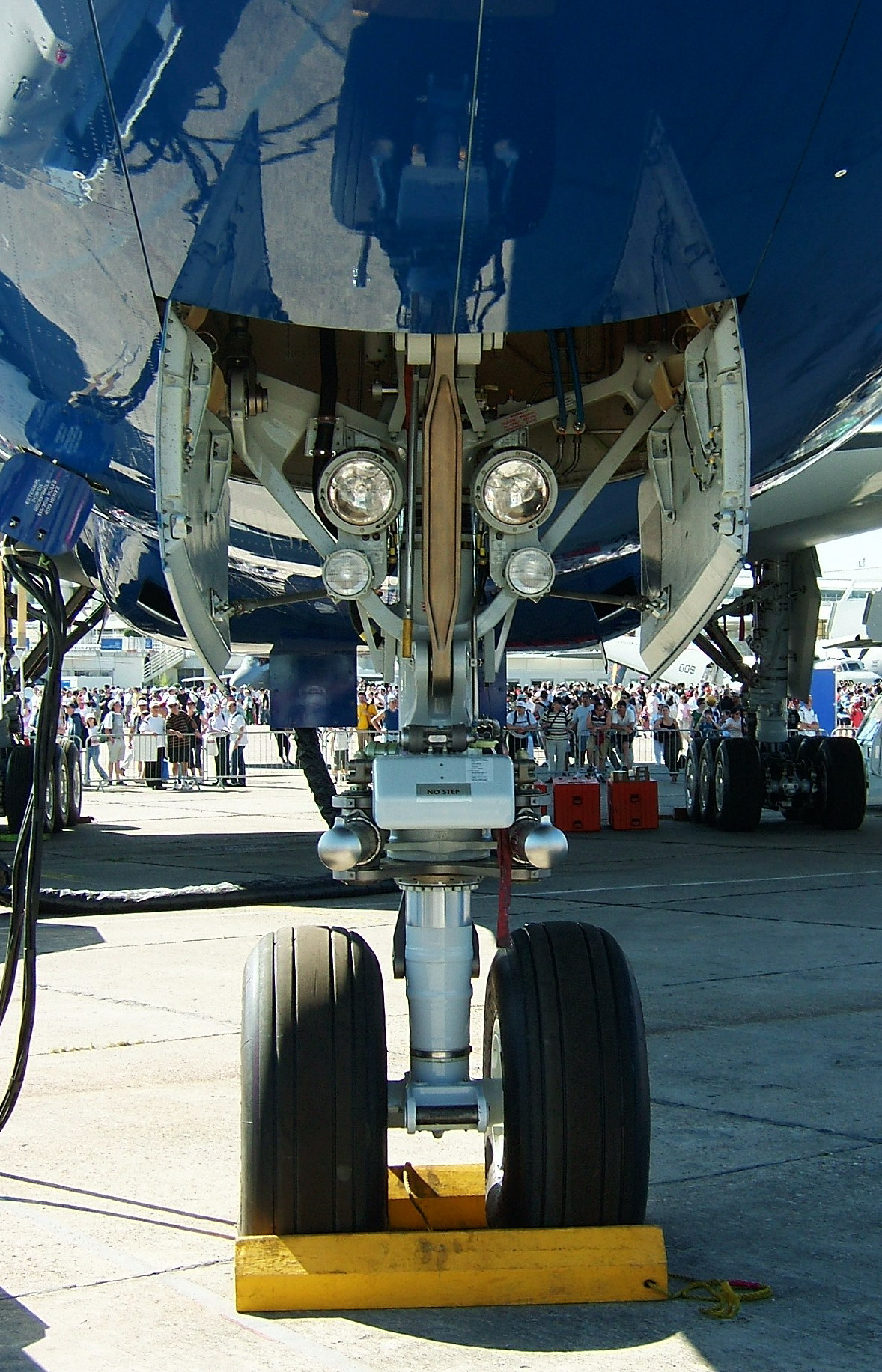
Train d'atterrissage avant d'un Boeing 777.

Il existe principalement deux types de train d'atterrissage :
- Les trains « classiques », (aussi appelés « taildraggers »), qui sont composés de deux jambes principales à l'avant du centre de gravité et d'une jambe auxiliaire à l'arrière (généralement une béquille, un patin ou une roulette de queue) ;
- Les trains « tricycles », qui sont composés de deux jambes principales légèrement à l'arrière du centre de gravité, et d'une jambe à l'avant.

La plupart des appareils modernes ont un train tricycle ou une variante du train tricycle. Les appareils à train classique sont considérés comme étant plus difficiles à faire atterrir et décoller, et ainsi requièrent parfois un entraînement spécifique. Parfois, une petite roue de queue ou un ski est ajouté sur les appareils à train tricycle au cas où la queue risquerait de toucher le sol au décollage. C'est le cas du Concorde. De nombreux hélicoptères utilisent également des trains d'atterrissage à roues, fixes ou même rétractables (cas du Dauphin par exemple).
Avec le poids toujours plus important des appareils, les trains d'atterrissage comptent de plus en plus de roues. L'Airbus A340 a un troisième train (appelé train central) entre les deux principaux, le Boeing 747 possède cinq trains d'atterrissage : un à l'avant, deux sous les ailes et deux sous le fuselage un peu en arrière, comme l'Airbus A380, qui possède en tout 22 roues. Les avions possédant trois trains d'atterrissage utilisent la roue avant pour se diriger lorsqu'ils sont sur le tarmac. Le 747 et l'A380, eux, utilisent également les deux trains intérieurs qui peuvent contre-braquer lorsque la roue avant braque, de la même manière que pour les voitures à quatre roues directrices, les roues arrière se braquent dans la direction opposée à celle des roues avant pour faciliter les virages.
Un dysfonctionnement du train d'atterrissage peut conduire à ce que l'on appelle un « cheval de bois » et avoir pour conséquence la destruction de l'avion.
Certains avions utilisent les roues uniquement pour le décollage et les jettent ensuite, pour gagner en poids et en place, puisqu'il n'y a plus besoin de mécanisme de rétraction, et en simplicité. Pour ces avions, l'atterrissage se fait sur des skis, par exemple. Parmi les exemples historiques, citons le Messerschmitt Me 163 et le Messerschmitt Me 321. Certains avions de recherche spatiale ont également utilisé des patins en titane pour leur atterrissage (comme le X-15)
Un autre exemple de train d'atterrissage inhabituel est le train « monotrace » que l'on trouve sur la quasi-totalité des planeurs et sur certains avions militaires comme le Lockheed U-2, le SO.4050 Vautour ou le Hawker Siddeley Harrier. Sur ces avions, le train d'atterrissage se compose de deux roues principales alignées sous le fuselage (le train est appelé tandem), et d'une petite roue près de l'extrémité de chaque aile, les balancines.
Un train à tandems multiples a été utilisé sur certains jets militaires dans les années 1950, comme le Miassichtchev M-4, le Yakovlev Yak-25, le Yak-28 et le Boeing B-47 Stratojet, car il permet une grande capacité d'emport entre les roues principales. Une autre variante de ce tandem est utilisée sur le Boeing B-52 Stratofortress qui a quatre bogies principaux sous le fuselage, et une petite roue supportant chaque aile. Le train du B-52 est unique également étant donné que chacun des quatre bogies est directionnel. Cela facilite grandement l'atterrissage en cas de vent de travers (en utilisant la technique dite de l'atterrissage en crabe).
Actuellement, les avions utilisent leurs turboréacteurs pour se déplacer au sol entre la piste et leur place de parking. Afin d'économiser les potentiels moteurs et le kérosène, des études (WheelTug de Boeing et Green Taxiing du groupe Safran) sont en cours pour équiper les trains d'atterrissage de moteurs électriques fonctionnant sur l'énergie fournie par le groupe auxiliaire de puissance (GAP).

## Principe d'un train d'atterrissage existant

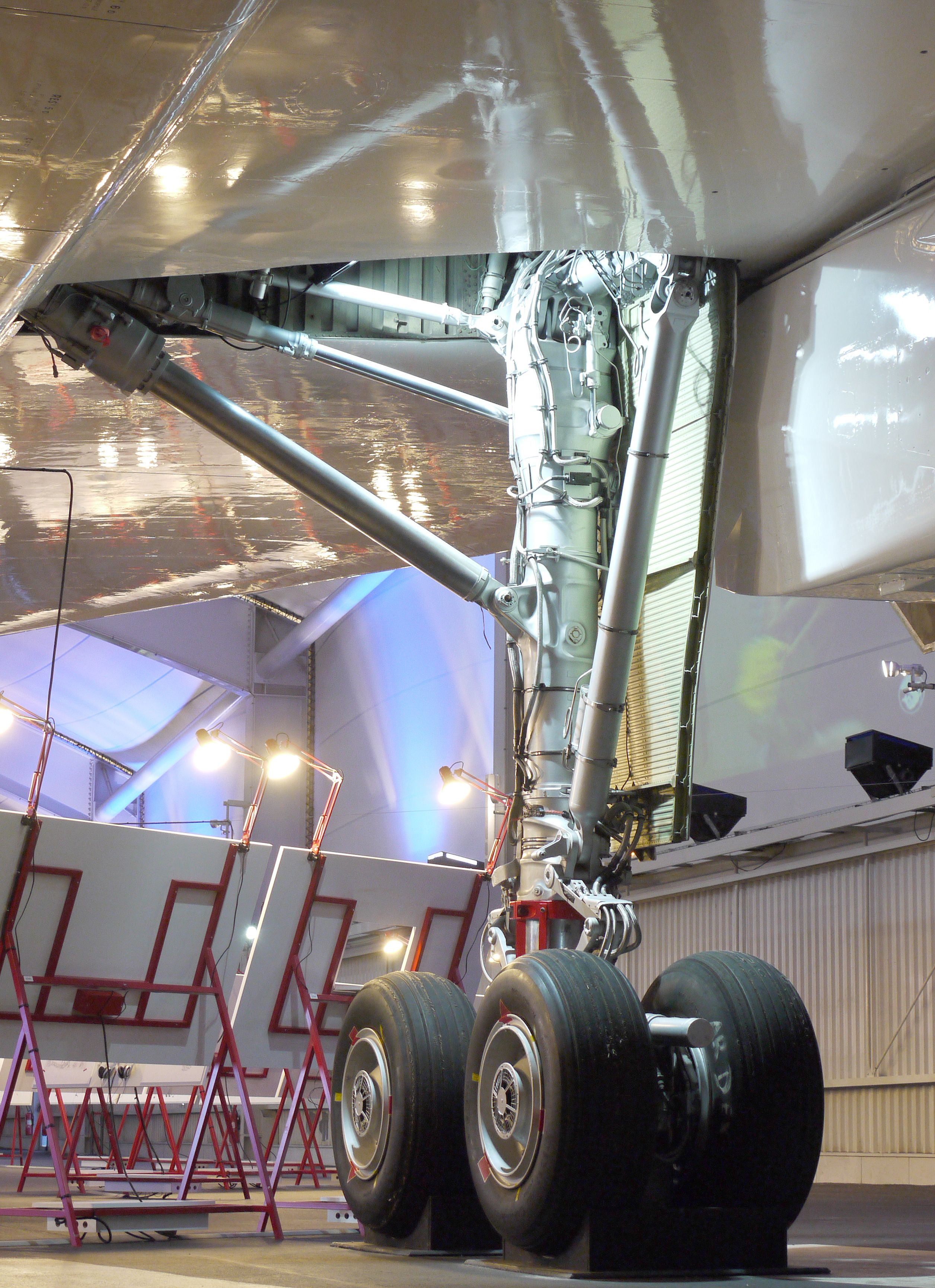
Train d'atterrissage principal du Concorde.

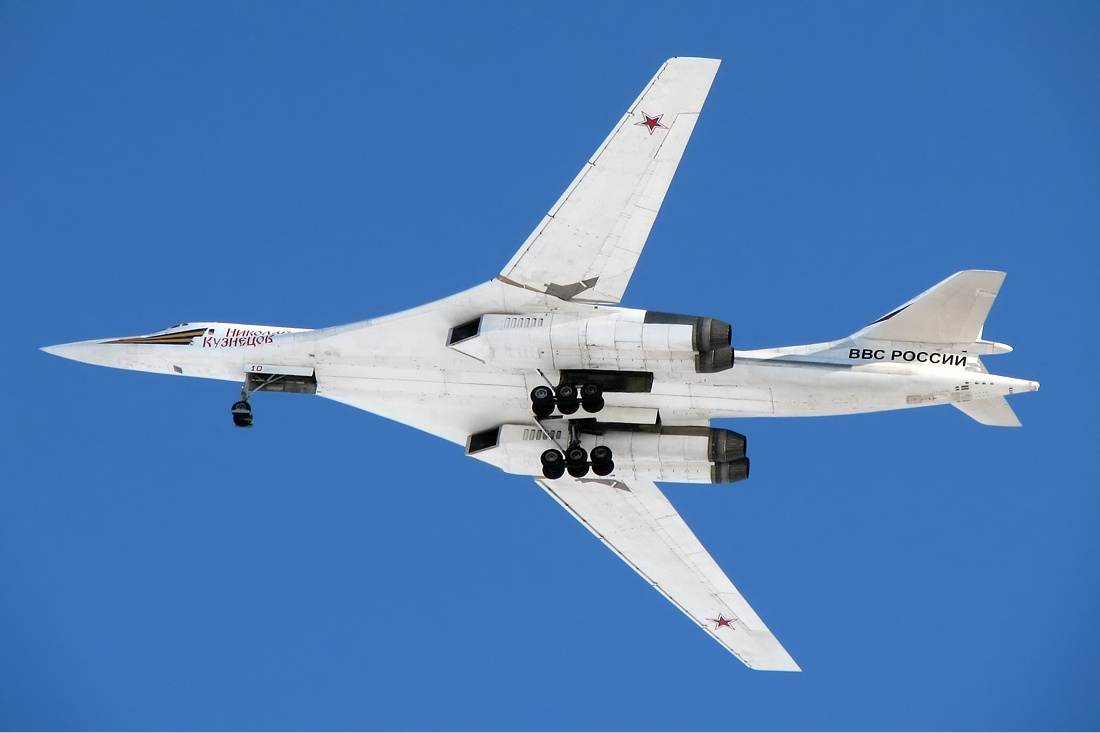
Un Tupolev Tu-160, train d'atterrissage sorti.

### Les principaux éléments structurels
Le caisson  constitue le « corps » de l'atterrisseur. Il contient l'amortisseur et assure la transmission des efforts principaux vers la structure avion.
La contrefiche principale permet de transmettre les efforts axiaux venant du centre roue à la structure de l'avion.
Le compas, sur les trains principaux, permet d'empêcher la rotation de la tige coulissante par rapport au caisson. Sur le train avant, il permet de transmettre le couple de rotation entre le système de direction et la tige coulissante.
L'amortisseur  permet d'absorber l'énergie de l'impact d'atterrissage et supporte les évolutions au sol tout en assurant un maximum de confort pour l'équipage et les passagers. Les amortisseurs sont généralement de type oléopneumatique. Il existe des amortisseurs simple chambre ou double chambre.

### Le système d'extension/rétraction
La séquence d'extension/rétraction des trains est conditionnée par la position du levier de commande « rentrée/sortie » des trains et par la réponse des détecteurs de positions du train et des trappes. Elle commande successivement l'ouverture des trappes, le déverrouillage du train, l'extension du train, le verrouillage du train en position basse, puis la fermeture des trappes principales (et inversement lors de la rétraction). Les trappes arrière sont commandées directement par l'atterrisseur.
En mode normal, la sortie de l'atterrisseur est assurée par l'action du vérin de manœuvre  qui sert en même temps d'amortisseur de fin de course afin d'éviter un verrouillage bas trop violent, tandis que le vérin de déverrouillage presse la contre-fiche secondaire sur ses butées pour l'arc-bouter. En mode secours (par chute libre, dit « Free Fall »), la sortie du train se fait par gravité, aidée par les efforts aérodynamiques. Deux ressorts de traction assurent et maintiennent le verrouillage de l'atterrisseur en position basse, en bloquant arc-boutés les deux bras de la contrefiche secondaire et par conséquent celle de la contrefiche principale. Un levier indépendant du circuit électrique ou hydraulique principal permet d'accomplir l'ouverture.
Lors de la rétraction du train, les flux hydrauliques alimentant les actionneurs sont inversés. La rétraction est déclenchée par l'action du vérin de déverrouillage qui brise l'arc-boutement de la contrefiche secondaire et par conséquent celui de la contrefiche principale à laquelle elle est connectée. Le système ainsi déverrouillé est remonté dans la case de train à l'aide du vérin de manœuvre. Des boîtiers d'accrochage  permettent de verrouiller les trains et les trappes en position haute.

### Le système de direction
L'action du pilote sur la commande de direction est transmise au vérin de direction  par l'intermédiaire d'un calculateur  et d'un système hydraulique. Le vérin est équipé d'une crémaillère en prise avec le pignon du tube tournant. La rotation du tube tournant est transmise à l'essieu par l'intermédiaire du compas. Dans d'autres cas, et pour réduire l'encombrement, le système pignon/crémaillère est remplacé par un concept utilisant deux vérins agissant directement sur le tube tournant.

### Les roues et le système de freinage
La jante assure le support du pneu ainsi que le logement du système de freinage. Le système de freinage est constitué de disques multiples (généralement en carbone) et d'étriers à pistons. Le freinage d'un avion lors d'une phase d'atterrissage ou lors de l'interruption d'une procédure de décollage, nécessite la dispersion d'une très grande quantité d'énergie. Le système de freinage constitue dans cette phase un puits de chaleur. Les roues sont donc soumises à d'importantes contraintes. De même, le liquide de frein est spécifique (cf. Skydrol). Les freins peuvent être équipés de ventilateurs, si besoin, pour abaisser leur température plus rapidement, ce qui permet à l'avion de pouvoir redécoller plus rapidement puisque leur température doit être, par exemple chez Airbus, inférieure à 300 °C. Cette limite permet d'éviter une surchauffe des freins si l'avion devait les utiliser peu de temps après le décollage.

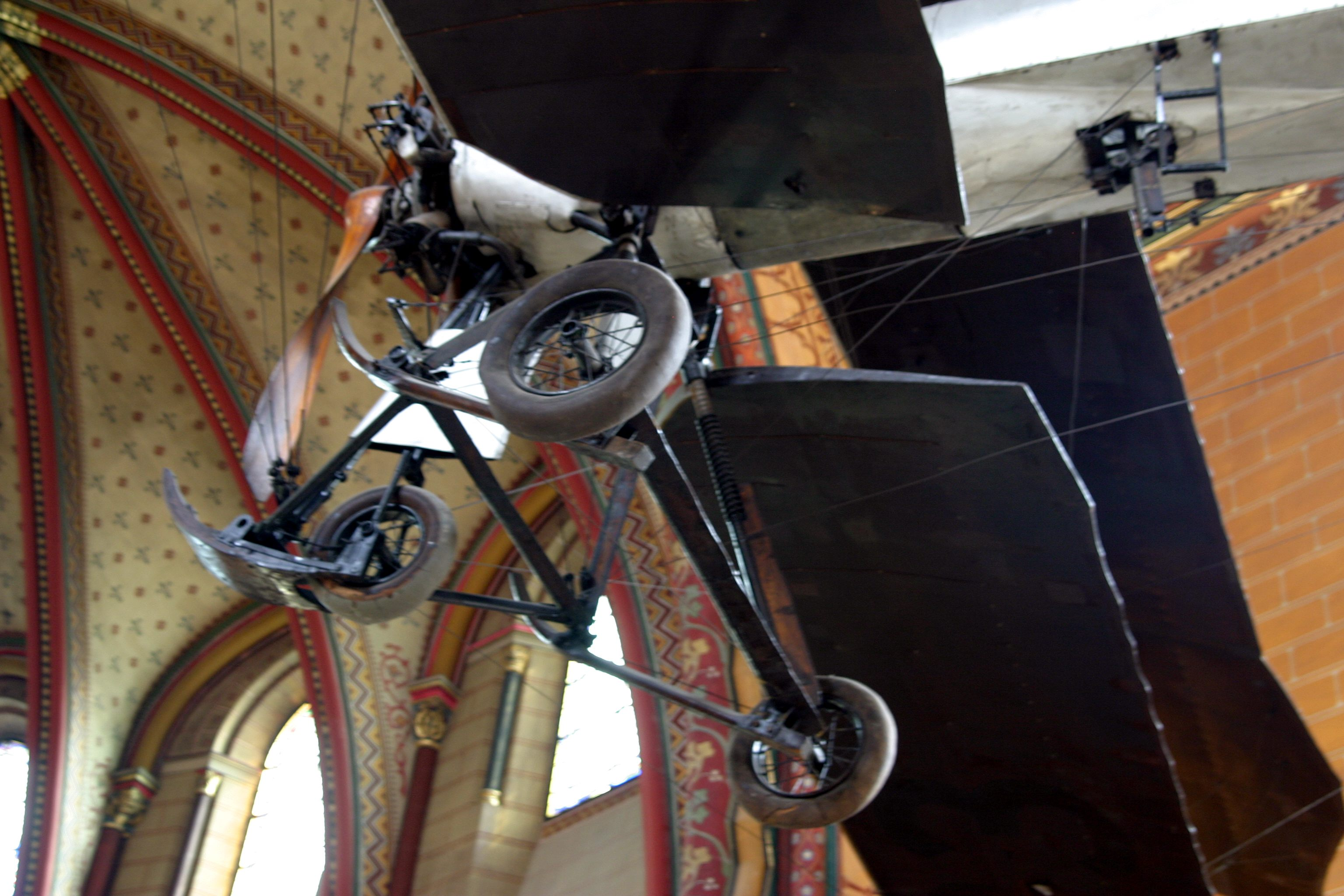
Train tricycle d'un avion Breguet.
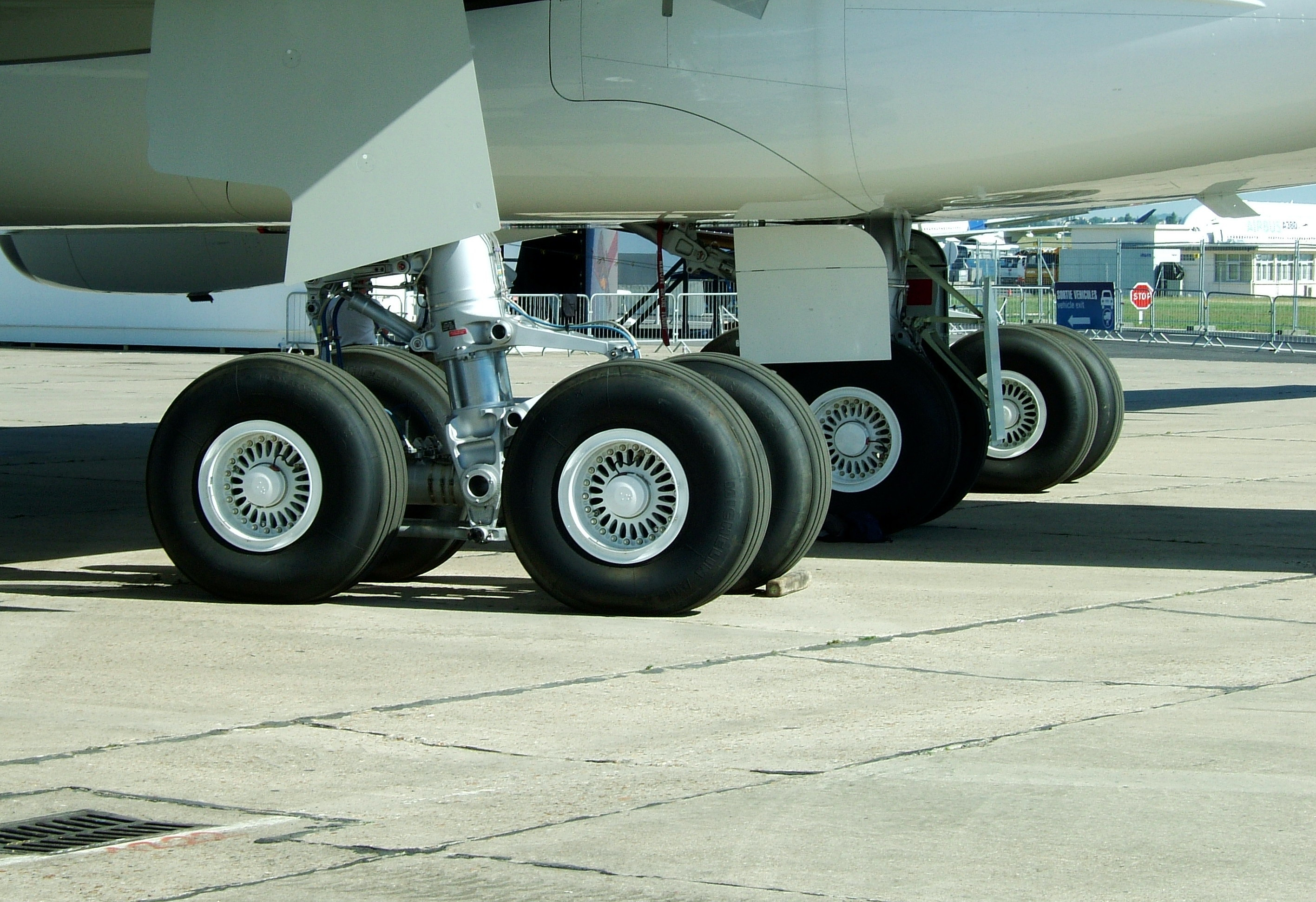
Train d'atterrissage principal d'un Airbus A340.
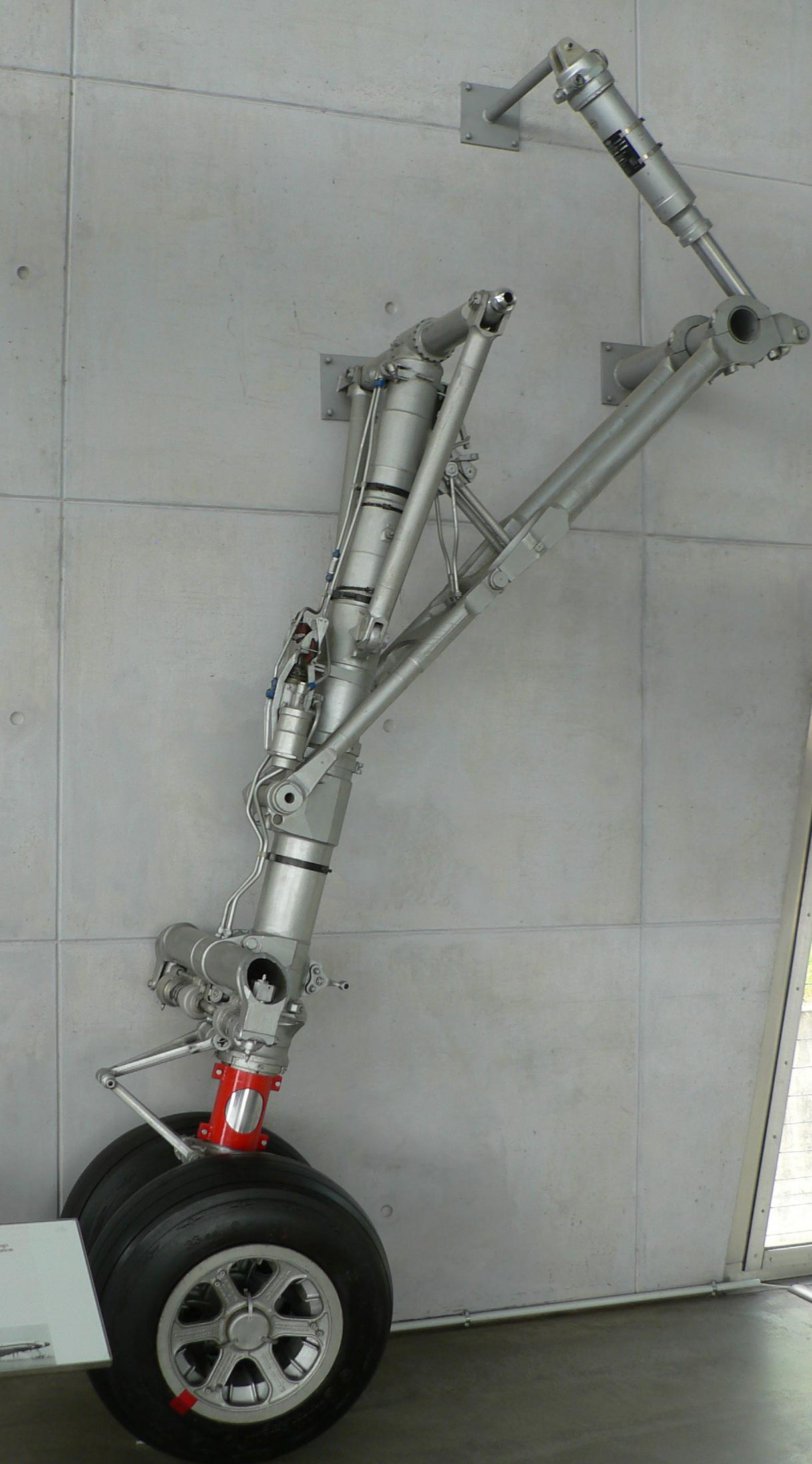
Train avant du Lockheed Constellation.
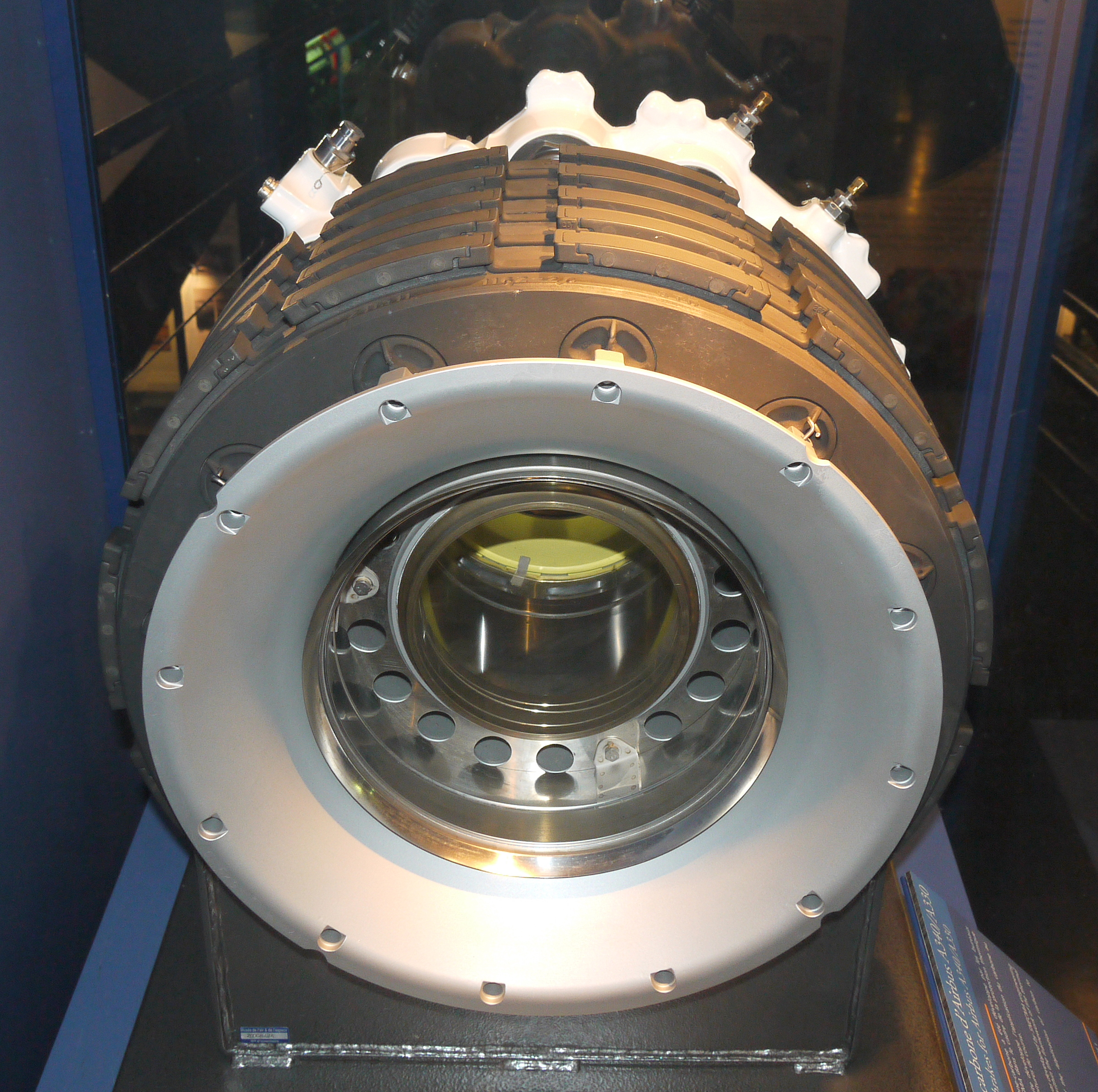
Frein carbone d'un train d'atterrissage d'Airbus A330/A340.

## Fabricants
- Safran Landing Systems, leader mondial
- Liebherr (notamment sur Embraer)
- Goodrich, UTC Aerospace Systems
- Héroux-Devtek
- Menasco Manufacturing Company, absorbé par Goodrich en 1999[4]